# Понале (гидроэлектростанция)

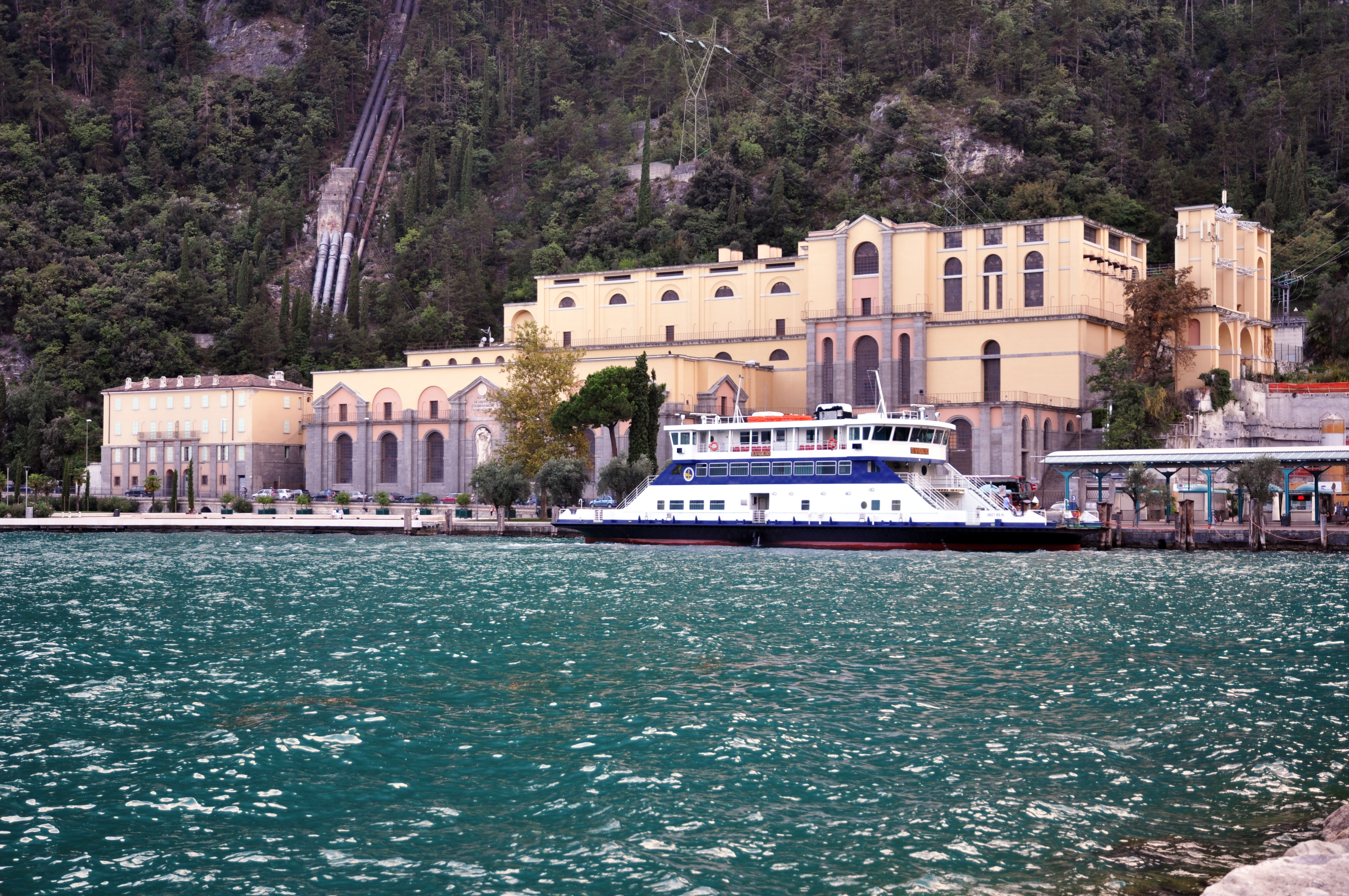
ГЭС Понале

ГЭС Понале (итал. Centrale idroelettrica del Ponale) — гидроаккумулирующая электростанция, расположенная в городе Рива-дель-Гарда в итальянской провинции Тренто, на реке Понале между озёрами Ледро и Гарда.
Станция была построена в 1928—1929 годах и прошла капитальный ремонт к 1998 году.
Она известна рекордом по высоте нагнетания бетонной смеси — во время реконструкции 1994 года высота составила 532 м., который был побит только при строительстве небоскрёба Бурдж-Халифа.
Во время строительства станции в 1929 году были обнаружены остатки деревни на сваях бронзового века (свыше 10 000 свай) на востоке озера Ледро.